# میهو واتانابه
میهو واتانابه (انگلیسی: Miho Watanabe؛ زادهٔ ۲۴ فوریهٔ ۲۰۰۰) آیدل ژاپنی، بازیگر، و مجری رادیو است.